# Sally (film 1929)
Sally è un film del 1929 diretto da John Francis Dillon. È il terzo film parlato della storia girato a colori (con il metodo definito 2-strip technicolor). Si tratta della seconda versione, dopo quella del 1925 di Alfred E. Green, del musical Sally prodotto nel 1920 da Florenz Ziegfeld.
Nel ruolo principale, Marilyn Miller che aveva già interpretato il ruolo di Sally sul palcoscenico di Broadway.  Lo scenografo Jack Okey ebbe una candidatura agli Oscar per la migliore scenografia nel 1930 (vinto da Herman Rosse per Il re del jazz).

## Trama
Sally è stata abbandonata da bambina. Nell'orfanotrofio dove viene allevata, la ragazzina scopre la gioia della danza. Ormai cresciuta, Sally trova un lavoro come cameriera e si innamora, ricambiata, di Blair, il suo datore di lavoro. Blair, però, è già fidanzato con Marcia. Sally si fa passare per una diva russa della danza. Lavorando duro, inizia una carriera di ballerina che la porterà a Broadway. Ma il suo pensiero dominante è sempre il suo amore per Blair.

## Produzione
Il film fu prodotto dalla First National Pictures, Incorporated, la futura Warner Bros.

### Musiche
Leo F. Forbstein, alla guida della Vitaphone Orchestra, diresse sia le musiche di Jerome Kern tratte dal musical omonimo, sia quelle aggiunte del non accreditato Leonid S. Leonardi. I numeri danzati si devono all'Albertina Rasch Ballet.

## Distribuzione
Prodotto e distribuito dalla First National Pictures, il film uscì in prima mondiale a New York il 23 dicembre 1929, uscendo poi nelle sale statunitensi il 12 gennaio 1930. Nello stesso anno, fu distribuito in Germania con il titolo Cilly e, in ottobre in Italia, dove ottenne il visto di censura (con riserva) numero 26090, visto accompagnato dalla raccomandazione di "Togliere ogni scena dialogata o comunque parlata in lingua straniera. (ottobre 1930)". Nei Paesi Bassi, il film uscì il 23 gennaio 1931.